# Klaus Schwarz (Archäologe)
Klaus Schwarz (* 22. April 1915 in Tarnowitz, Oberschlesien; † 27. Mai 1985) war ein deutscher Prähistoriker und Mittelalterarchäologe.

## Leben
Klaus Schwarz, Sohn eines Studienrats, studierte seit 1933 an den Universitäten Breslau und Berlin Vor- und Frühgeschichte. 1941 wurde er bei Martin Jahn in Breslau mit der Dissertation „Die Linienbandkeramische Kultur und ihr Siedlungsraum in Schlesien“ promoviert. 1934/35 wurde er zur Wehrmacht einberufen. Nach Entlassung aus der Kriegsgefangenschaft 1946 wurde er wissenschaftlicher Assistent am Landesmuseum für Vorgeschichte in Halle. Nach einer kurzzeitigen Station 1951 mittels eines Stipendiums der Deutschen Forschungsgemeinschaft in Marburg kam er 1952 an das Bayerische Landesamt für Denkmalpflege, wo er zunächst mit der Inventarisation der obertägig sichtbaren Denkmäler Oberfrankens beschäftigt war. 1953 übernahm er die Leitung der damaligen Außenstelle des Amtes in Würzburg. Von 1956 bis zu seiner Pensionierung 1980 war er Leiter der Abteilung Bodendenkmalpflege des Landesamts und damit bayerischer Landesarchäologe. In dieser Funktion war er von 1970 bis 1976 Vorsitzender des Verband der Landesarchäologen.

## Forschungsschwerpunkte
Klaus Schwarz interessierte sich seit seiner Zeit in der Inventarisation für Geländedenkmäler vor- und frühgeschichtlicher Zeit. Neben Wallanlagen galt sein Interesse beispielsweise Altfluren und Altstraßen. Von Bedeutung sind in diesem Zusammenhang seine Ausgrabungen in den ‘keltischen’ Viereckschanzen von Holzhausen (Straßlach-Dingharting).
Weiterhin sind die Ausgrabungen von Klaus Schwarz in der Niedermünsterkirche in Regensburg von Bedeutung. Zwischen 1963 und 1968 wurde in der Nordostecke des römischen Legionslagers eine Fläche von etwa 900 m² untersucht, in der eine mehrere Meter mächtige Abfolge archäologischer Schichten den Zeitraum vom 2. bis zum 17. Jahrhundert abdeckte. Damit steht Klaus Schwarz auch für den Beginn einer Archäologie des Mittelalters. Schwarz konnte mit Walter Sage im Landesamt eine Referentenstelle besetzen, die weitere Kirchengrabungen etwa im Bamberger Dom und im Eichstätter Dom möglich machten.

## Publikationen (Auswahl)
- Die vor- und frühgeschichtlichen Geländedenkmäler Oberfrankens (= Materialhefte zur bayerischen Vorgeschichte. Heft 5). 2 Teilbände, Lassleben, Kallmünz/Opf. 1955.
- Atlas der spätkeltischen Viereckschanzen Bayerns. Pläne und Karten. C. H. Beck, München 1959.
- Schützt die Bodenfunde und Denkmäler unserer Vorzeit. Bayerisches Landesamt für Denkmalpflege, München 1960.
- Spätkeltische Viereckschanzen. Ergebnisse der topographischen Vermessung und der Ausgrabungen 1957–1959. Ein Vortrag gehalten am Bayerischen Vorgeschichtskurs 1960 in Bamberg. In: Jahresbericht der bayerischen Bodendenkmalpflege. Band 1, 1960, S. 7–41.
- Führer zu bayerischen Vorgeschichts-Exkursionen. Band 1: Limes, Karlsgraben, Gelbe Bürg, Hesselberg im Raum Ansbach, Weissenburg, Dinkelsbühl. Lassleben, Kallmünz 1962.
- Die Ausgrabungen im Niedermünster zu Regensburg (= Führer zu archäologischen Denkmälern in Bayern. Heft 1). Lassleben, Kallmünz/Opf. 1971.
- Der frühmittelalterliche Landesausbau in Nordost-Bayern archäologisch gesehen. In: Ausgrabungen in Deutschland 2. Römische Kaiserzeit im freien Germanien. Frühmittelalter 1 (= Monographien des Römisch-Germanischen Zentralmuseums. Band 1, 2). Mainz 1975, S. 338–409.
- Frühmittelalterlicher Landesausbau im östlichen Franken zwischen Steigerwald, Frankenwald und Oberpfälzer Wald (= Monographien des Römisch-Germanischen Zentralmuseums. Band 5). Verlag des Römisch-Germanischen Zentralmuseums, Mainz 1984, ISBN 3-88467-009-3.
- Archäologisch-topographische Studien zur Geschichte frühmittelalterlicher Fernwege und Ackerfluren im Alpenvorland zwischen Isar, Inn und Chiemsee (= Materialhefte zur bayerischen Vorgeschichte. Band A 45). Lassleben, Kallmünz/Opf. 1989, ISBN 3-7847-5045-1.
- (hrsg. von Günther Wieland): Die Ausgrabungen in der Viereckschanze 2 von Holzhausen. Grabungsberichte (= Veröffentlichung der Kommission zur Vergleichenden Archäologie Römischer Alpen- und Donauländer der Bayerischen Akademie der Wissenschaften. Band 7). Rahden (Westf.) 2005, ISBN 3-89646-536-8.
- Atlas der spätkeltischen Viereckschanzen Bayerns. Textband. C. H. Beck, München 2007, ISBN 978-3-406-10336-0.